# Bunkum Bay
Bunkum Bay är en vik i Montserrat (Storbritannien). Den ligger i parishen Saint Peter, i den nordvästra delen av Montserrat.